# Brownův kód
Brownovým kódem nazýváme všechny kódy GA+F. Navrhl je David T. Brown z IBM v roce 1960. Tyto kódy jsou nesystematické (nelze je rozdělit na informační a kontrolní část) bezpečnostní kódy. Jde o libovolné číslo (popř. znak z řetězce převedený do ASCII kódu), které vynásobíme konstantou a další konstantu převedeme. Výsledek poté převedeme do binární podoby. 
Následující tabulka ukazuje příklad kódu 3A+2
| A dekadicky | A binárně | Vzorec pro převod | číslo GA+F |
| ----------- | --------- | ----------------- | ---------- |
| 0           | 0000      | 3*0+2=2           | 00010      |
| 1           | 0001      | 3*1+2=5           | 00101      |
| 2           | 0010      | 3*2+2=8           | 01000      |
| 3           | 0011      | 3*3+2=11          | 01011      |
| 4           | 0100      | 3*4+2=14          | 01110      |
| 5           | 0101      | 3*5+2=17          | 10001      |
| 6           | 0110      | 3*6+2=20          | 10100      |
| 7           | 0111      | 3*7+2=23          | 10111      |
| 8           | 1000      | 3*8+2=26          | 11010      |
| 9           | 1001      | 3*9+2=29          | 11101      |